# Santee (Californie)
Pour les articles homonymes, voir Santee.
Santee est une municipalité du comté de San Diego en Californie, aux États-Unis.
La Niki Charitable Art Foundation y est située. Son objectif est promouvoir le catalogue raisonné des œuvres de Niki de Saint Phalle.

## Démographie
| 1970   | 1980   | 1990   | 2000   | 2010   | - |
| ------ | ------ | ------ | ------ | ------ | - |
| 21 107 | 47 080 | 52 902 | 52 975 | 53 413 | - |